# Poté tin kyriaki
 Poté tin Kyriaki  (en grec Ποτέ την κυριακή, Mai en diumenge) és una pel·lícula grega dirigida per Jules Dassin, estrenada el 1960..

## Argument
Homer, turista americà i «filòsof aficionat», apassionat per la Grècia antiga i els seus filòsofs, arriba a Grècia a la recerca de la Veritat. En un bar del Pireu, es creua amb Ilya, una prostituta molt popular, lliure i independent, que « rep » cada dia de la setmana, llevat del diumenge (aquest dia l'ha reservat als amics - d'aquí el títol de la pel·lícula). Homer, nou Pigmalió, decideix educar-la i posar-la en el bon camí. Ella abandona « els seus amics », reordena el seu interior, es vesteix més decentment. Homer l'acompanya a la representació de les tragèdies gregues del Festival d'Atenes.
Però Homer finança el seu projecte amb els diners del principal proxeneta del Pireu que veu en Ilya, treballadora independent, un mal exemple. Vol desembarassar-se'n. Quan el pastís és descobert, Ilya marxa amb Tonio, un obrer de les drassanes, enamorat d'ella.

## Anàlisi
Aquesta pel·lícula és un himne a la vida, a l'instant que passa « carpe diem ». Cal haver vist Ilya explicar una tragèdia a la seva manera.ref>Tams Witmark Illya Darling accessed 06/24/2023</ref>

## Repartiment
- Melina Merkuri: Ilya
- Jules Dassin: Homer
- George Foundas: Tonio
- Títos Vandís: Jorgo
- Mitsos Liguisos: el capità
- Despo Diamantidou: Despo
- Dimos Starenios: Poubelle
- Dimitris Papamichael: un mariner
- Alexis Solomos: Sense cara
- Nikos Fermas: Cambrer
- Thanassis Vengos
- Giannis Fermis
- Aleka Katselli
- George Foras
- Panos Karavousanos
- Stefanos Skopelitis
- Artemis Matsas
- Koula Agagiotou
- Popi Gika
- Phedon Georgitsis: un mariner
- Kostas Nikoloudis
- Kostas Doukas
- Christos Zikas
- Tasia Kyriakidou

## Premis i nominacions

### Premis
- 1960.  Premi a la interpretació femenina per Melina Merkuri al Festival de Cannes.[4]
- 1961. Oscar a la millor cançó original per Manos Hatzidakis amb la cançó "Ta paidia tou Peiraia"

### Nominacions
- 1960. Palma d'Or
- 1961. Oscar al millor director per Jules Dassin
- 1961. Oscar a la millor actriu per Melina Merkuri
- 1961. Oscar al millor guió original per Jules Dassin
- 1961. Oscar al millor vestuari per Theoni V. Aldredge
- 1961. BAFTA a la millor pel·lícula
- 1961. BAFTA a la millor actriu estrangera per Melina Merkuri